# Anton von Puchner

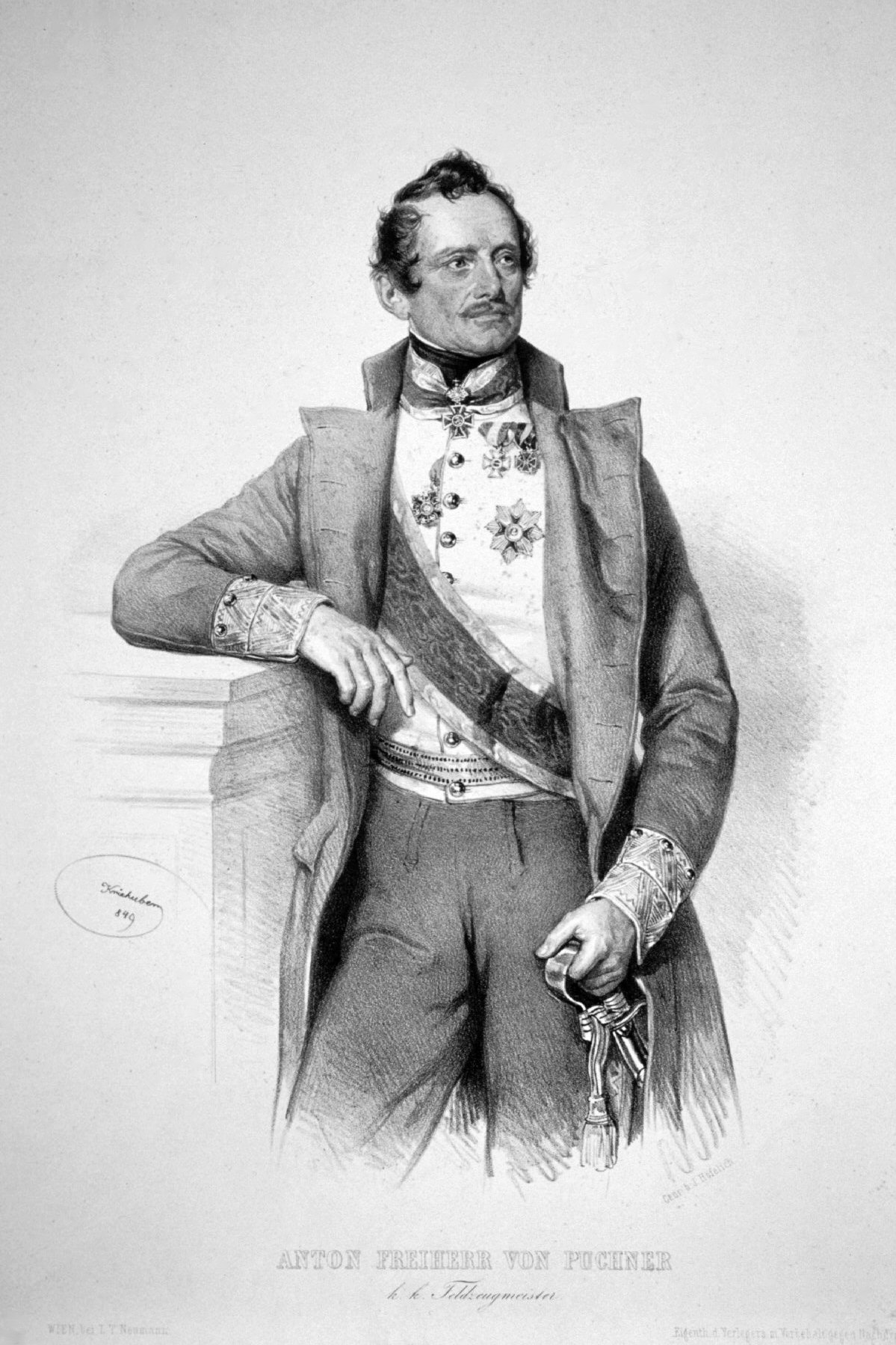
Anton Freiherr von Puchner, Lithographie von Josef Kriehuber, 1849

Anton Freiherr von Puchner (* 11. November 1779 in Schemnitz; † 28. Dezember 1852 in Wien) war ein k. k. österreichischer General.
Nach einer sorgfältigen Erziehung in seiner Heimatstadt, kam er 1799 zur ungarischen Nobelgarde nach Wien. Ab 1801 dient er beim 5. Chevaux-legers-Regiment (Kinsky). In den napoleonischen Kriegen 1805 bis 1813 zeichnete er sich mehrfach aus und erwarb das Ritterkreuz des Maria-Theresien-Ordens. 1814 wurde er zum Major, 1824 zum Oberst und 1832 zum Generalmajor befördert. 1834 Kommandant der österreichischen Truppen im Kirchenstaat zu Bologna. Nach dieser auch diplomatisch heiklen Mission erfolgte die Ernennung zum Feldmarschallleutnant und die Berufung als Hofkriegsrat nach Wien.
1840 wurde er zum Gouverneur von Siebenbürgen ernannt. Im Krieg 1848/49 errang Puchner als Oberbefehlshaber der österreichischen Truppen in Siebenbürgen einige Erfolge gegen Józef Bem, etwa am 21. Januar bei Hermannstadt und am 4. Februar 1849 im Gefecht von Vízakna bei Salzburg. General Bem, durch Kontingente der Szekler verstärkt, drängte die Kaiserlichen aber nach der siegreichen Schlacht bei Piski bis zum Abend des 10. Februar über Alviaz aus dem Maros-Tal nach Reismarkt zurück. Anfang März wurden Bems Truppen (5700 Mann, 820 Reiter, 30 Geschütze) von Puchners Truppen nach dem dreitägigen Gefecht bei Mediasch am 4. März zum Rückzug auf Schäßburg gezwungen. Während Puchner seinen Gegner dorthin verfolgte, konnte dieser am 14. März das wenig gedeckte Hermannstadt und am 19. März auch Kronstadt in seine Hand bringen. Puchner sah sich dadurch von seinen rückwärtigen Verbindungen abgeschnitten und musste darauf mit seinen Truppen zu den Russen in die Walachei ausweichen. Ganz Siebenbürgen außer die kaiserlichen Garnisonen in Deva und Karlsburg fiel in die Hände der Ungarn.
Weil Puchner bereits stark kränkelte übergab er die weitere Leitung der Operationen an Feldmarschall-Lieutenant Malkowsky. Puchner erhielt das Kommandeurskreuz des Maria-Theresien-Ordens und wurde zum Gouverneur von Venedig ernannt.
Er verstarb nach zwei Schlaganfällen 1852 in Wien.

## Familie
Puchner heiratete am 8. Mai 1811 Antonia von Stolz († 4. Mai 1822). Das Paar hatte vier Kinder, von denen drei unverheiratet starben. Sein Sohn Hannibal Puchner war ebenfalls österreichischer Offizier (Generalmajor) und war mit Anna Maria Schulz (* 2. April 1841) verheiratet.
Nach dem Tod seiner ersten Frau heiratete er am 4. Januar 1851 die Gräfin Lucretia von Salis-Zizers (* 24. Januar 1807; † 2. Mai 1887), Tochter von Generalleutnant Reichsgraf Franz Simon von Salis-Zizers (1777–1845). Das Paar hatte keine weiteren Kinder.